# Cucullia maculosa
Cucullia maculosa là một loài bướm đêm trong họ Noctuidae.